# Рубанова, Ирина Ивановна
Ирина Ивановна Рубанова (21 июля 1933, Москва — 3 сентября 2024, Париж) — советский и российский киновед, кинокритик. Заслуженный деятель культуры ПНР (1975).

## Биография
Родилась 21 июля 1933 года в Москве. В 1956 году окончила филологический факультет МГУ. В 1956—1959 годах работала редактором в издательстве «Легкая промышленность». В 1959 году поступила в аспирантуру Института истории искусств АН СССР. В 1962 году принята в штат института на должность младшего научного сотрудника сектора киноискусства. В 1966 году защитила диссертацию на соискание ученой степени кандидата искусствоведения по теме «Польские фильмы о войне и оккупации». В 1973 году переведена на должность старшего научного сотрудника сектора искусства социалистических стран Европы Института истории искусств Министерства культуры СССР. С 1987 года — ведущий научный сотрудник отдела современного искусства Европы Всесоюзного научно-исследовательского института искусствознания (впоследствии Государственного института искусствознания).
Выступает в печати с 1957 года. Автор ряда статей и рецензий о кино Восточной Европы, прежде всего Польши, в журналах «Искусство кино», «Сеанс», «Киноведческие записки», в газетах «Известия», «Коммерсантъ-daily» и других. Автор первой изданной в СССР книги о Владимире Высоцком. Перевела на русский язык книгу Беаты Тышкевич «Не всё на продажу. Воспоминания актрисы».
В 1964—1967 годах вела передачи о польском кинематографе на Центральном телевидении СССР.
В 1986—1990 годах — заместитель председателя Конфликтной комиссии по творческим вопросам Союза кинематографистов СССР.
С 1992 года была председателем отборочной комиссии кинофестиваля «Кинотавр» в Сочи, в 1996—2005 годах — директором программ фестиваля.
Умерла 3 сентября 2024 года в Париже.

## Общественная позиция
В марте 2014 года подписала письмо «Мы с Вами!» «КиноСоюза» в поддержку Украины.

## Семья
Была замужем за художником Ильёй Кабаковым, в этом браке родилась дочь Галина.

## Книги
- Киноискусство стран социализма. — Москва: Знание, 1963. — 48 с.
- Польское кино: фильмы о войне и оккупации. [1945—1965] / [АН СССР. Ин-т истории искусств М-ва культуры СССР]. — Москва: Наука, 1966. — 210 с.
- Конрад Вольф. — Москва: Искусство, 1973. — 184 с., 15 л. ил.; 16 см. — (Мастера зарубежного киноискусства).
- Владимир Высоцкий / И. Рубанова. — Москва: Всесоюзное бюро пропаганды киноискусства, 1983. — [64] с.

## Награды
- 1975 — Заслуженный деятель культуры ПНР
- 1987 — диплом венгерских кинематографистов «За значительный вклад в развитие венгерского кино»
- 2003 — Золотой Крест Заслуги (Польша)[5]
- 2008 — премия Гильдии киноведов и кинокритиков России «За вклад в киноведческую науку и живой кинопроцесс, за четкую гражданскую и эстетическую позицию»